# Bruthelfer

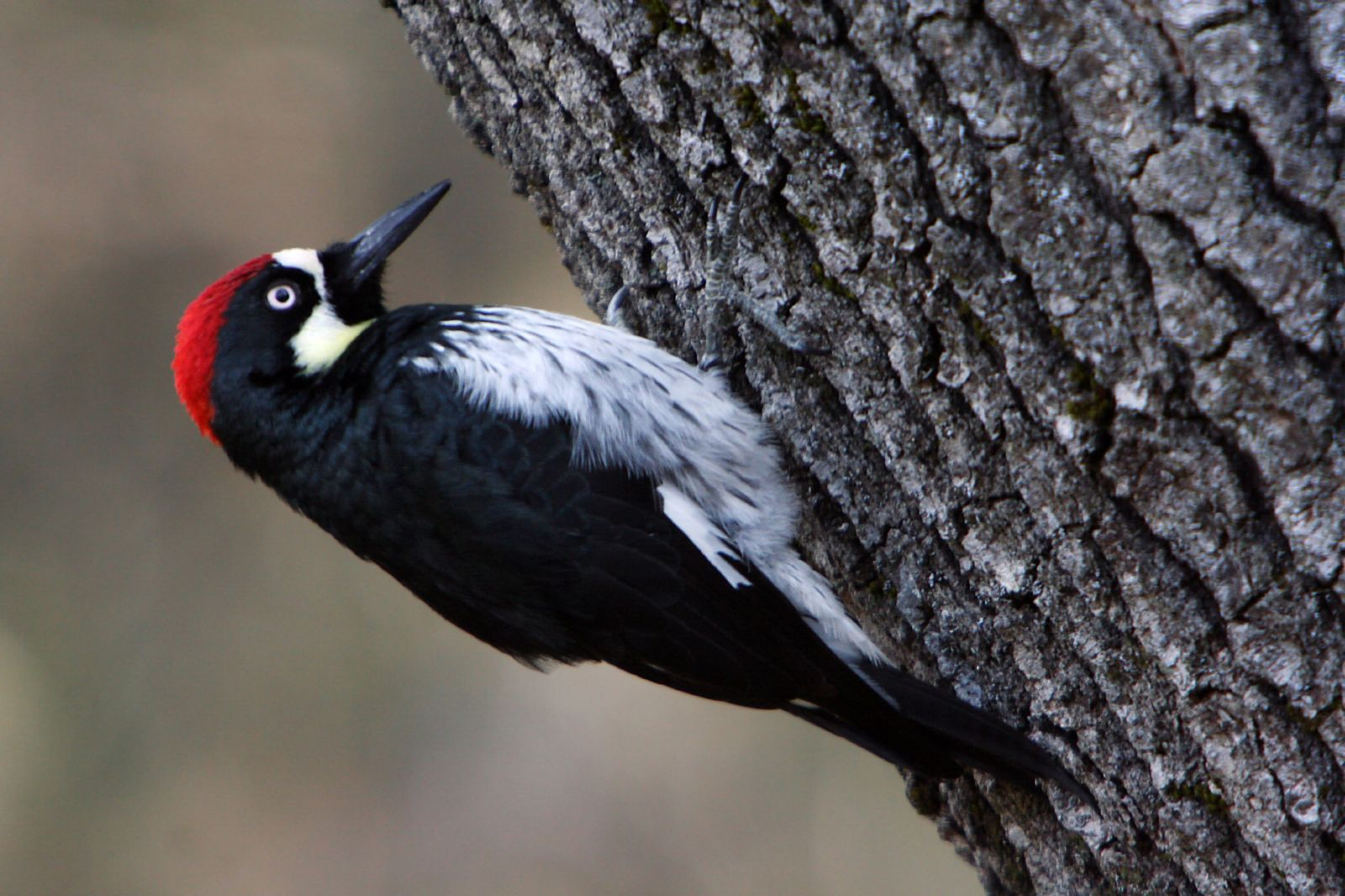
Eichelspecht (Melanerpes formicivorus), eine west- und mittelamerikanische Spechtart, bei der Bruthilfe häufig vorkommt

Bruthelfer (engl. cooperative breeder) ist vor allem ein vogelkundlicher Fachbegriff. Aber auch in anderen Teilgebieten der Zoologie, insbesondere der Entomologie, ist er gebräuchlich. Neben allen staatenbildenden Insekten haben viele Vogelarten verschiedene Bruthelfersysteme entwickelt. Etwa 400–500 Vogelarten zeigen zumindest gelegentlich dieses Verhalten.
Bruthilfe findet am häufigsten unter direkten Verwandten statt, wobei meist Jungtiere einer vorhergehenden Brut oder Geschwister der Eltern deren Brutpflege unterstützen. Ebenso wird sie aber gelegentlich auch bei nicht-verwandten Vertretern derselben Art beobachtet. Dabei helfen nicht verpaarte und mit dem Brutpaar nicht verwandte Männchen oder Weibchen bei der Jungenaufzucht. Gelegentlich wird sogar von Bruthilfe bei zwar verwandten, aber nicht identischen Arten berichtet. Gesichert ist ein solches Verhalten beim Schwarzmilan (Milvus migrans), bei dem allerdings auch Mischbruten beobachtet werden.
Bruthilfe ist eine brutbiologische Verhaltensweise vieler Vogelarten. Bei Bienenfressern, Papageien und Jägerliesten wird sie oft festgestellt, auch bei einigen Spechtarten, wie dem Kokardenspecht oder dem Eichelspecht wird sie beobachtet. Auffällig ist ein besonders häufiges Auftreten von Bruthilfesystemen in Gegenden, die auf Grund klimatischer Bedingungen ein saisonal regelmäßiges Brüten nicht erlauben, Verhältnisse, die etwa in Inneraustralien oder anderen ariden beziehungsweise semiariden Gebieten bestehen. In solchen Gegenden können nur die Individuen jener Arten langfristig überleben, die in kurzer Zeit mehrere Bruten beziehungsweise eine hohe Jungenanzahl hochbringen können, wenn die Witterungsverhältnisse hierfür gerade günstig sind. Bruthilfe kann dies unterstützen.